# Агмед ма глад
Агмед ма глад (Ahmed má hlad) — чеський панк-фолк гурт.

## Історія
Гурт був заснований у 1997 році студентами славістики філософського факультету Карлового університету. Єднав їх інтерес до російського року та балканських народних мелодій. Дебютний альбом «Салам а лайка» вийшов у 2002 році, на ньому було кілька переробок українських пісень. Разом з подібними капелами «Агмеди» заснували вільне музичне товариство «Фестиваль однакових пик». За словами кларнетиста та саксофоніста Міхала Грози, одного із натхненників гурту, напрямом World music він зацікавився під час туристичних подорожей в Україну. У 1994 році поїхав на Закарпаття: «Я захоплювався історією першої чехословацької республіки (1918–1938), був завзятим фанатом незалежного біґ-біту. Там почув місцеві мелодії». Гроза грав у фолковій капелі «Неочекавани диханек», яка співала чеською, але гітарист Штєпан Черноушек на рік запросив його до «Агмедів», доки інший музикант Мікулаш Кроупа служив у армії. Згодом Міхал став студентом україністики Карлового університету в Празі. Гурт продав тисячі сі-ді, хоча не має великої «розкрутки» по радіостанціях та публікацій у всіх часописах. У 1999 році Гроза запросив до гурту співачку Лауру Копецьку, яка добре володіє кількома слов'янськими мовами. Невдовзі її «південносхідний» голос був доповнений Андреєм Новіком та Філіпом Грубим, який грає на бубнах. Критики писали, що це «не фальшований народний святковий (чи похоронний) оркестр. Це ґрунтовне, свіже аранжування та стихійне вираження, яке дає народній пісні рокове і навіть панкове напруження». Гурт багато гастролює, виступає самостійно та на фестивалях в Чехії, Польщі, Німеччині, Швейцарії, Франції… У 2006 році виступив і в Україні — у Львові та Києві, а також у Білорусі. На осінь 2007 року готується новий альбом.

## Творчість
Музика гурту «Агмед ма глад» характерна етнічним духом, багатим аранжуванням, великою кількістю інструментів — класичних та електричних, кількома вокалістами. Також цей суто чеський гурт характерний саме тим, що не співає чеською. У другому альбомі «Магадан» шість українських текстів пісень чергуються з болгарськими, сербськими, польськими, хорватськими, моравськими текстами, в одній із пісень використовується навіть давно забута полабська мова, якою розмовляли слов'яни на території нинішньої Німеччини. Спочатку «Агмеди» були популярні хіба що серед студентів славістики та східноєвропейських студій Карлового університету. Згодом здобули визнання у популярному в Чехії стилі world music, стали одним з лідерів. «У культовому клубі „На Сламніку“ ми грали переважно для тієї альтернативної меншості, яка не ототожнювала росіян із совєтами, українців зі злочинцями», — каже Гроза.

## Склад
- Лаура Копецка (Laura Kopecká) — спів
- Андрей Новік (Andrej Novik) — спів
- Міхал Гроза (Michal Hroza) — саксофон, кларнет
- Мікулаш Кроупа (Mikuláš Kroupa) — кларнет
- Штєпан Черноушек (Štěpán Černoušek) (засновник, колишній член гурту) — бас-гітара
- Ян Жемлічка (Jan Žemlicka) — електрогітара
- Даніел Гуле (Daniel Hůle) — акордеон
- Філіп Груби (Filip Hrubý) — бубни
- Шімон Орнест (Šimon Ornest) (гість) — саксофон

## Дискографія
- Salám a Lajka (Салямі і лайка) (2002)
- Magadan (Магадан) (2004)

## Рецензії
- Чеською
- Англійською [Архівовано 10 червня 2015 у Wayback Machine.]
- Російською [Архівовано 22 березня 2008 у Wayback Machine.]